# Hans Herr (Admiral)

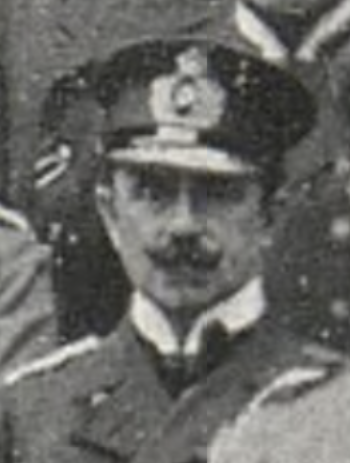
Kapitän zur See Hans Herr, im Stabe des Marinekorps in Brügge, 1915

Hans Herr (* 16. September 1871; † 1936) war ein deutscher Konteradmiral der kaiserlichen Marine.

## Leben
Hans Herr trat am 13. April 1889 in die Kaiserliche Marine ein und wurde am 22. März 1914 Kapitän zur See. Später war er bis September 1914 Kommandant der II. Matrosen-Artillerie-Abteilung und zeitgleich Kommandant der Seefront in Wilhelmshaven. Für einen Monat war er Kommandant der Matrosen-Artillerie-Brigade bei der Marine-Division. Im November 1914 wurde das Kommando des Luftfahrtwesens bei dem Marinekorps Flandern unter ihm aufgebaut. Bis Oktober 1917 blieb er Kommandant und war anschließend bis März 1918 Kommandant der Thüringen. Er übernahm bis Dezember 1918 das Kommando über die Ostfriesland.
Am 22. Juni 1919 wurde er aus der Marine verabschiedet und erhielt am 22. Februar 1920 den Charakter als Konteradmiral verliehen.